# Arc (Isère)
Der Arc [aʁk] (früher italienisch Arco) ist ein Fluss in Frankreich, der im Département Savoie in der Region Auvergne-Rhône-Alpes verläuft. Sein Hauptquellbach Arc Supérieur entspringt im Vanoise-Massiv, an der Westflanke des Gipfels Levanna Centrale (3619 m), nahe der Grenze zu Italien. Die Quelle liegt unterhalb des Gletschergebietes Glacier des Sources de l’Arc, im Nationalpark Vanoise und im Gemeindegebiet von Bonneval-sur-Arc. Der Arc entwässert in einem Bogen, von Südwest über West nach Nord drehend, die Landschaft Maurienne und mündet nach rund 127 Kilometern im Gemeindegebiet von Chamousset als linker Nebenfluss in die Isère.

## Orte am Fluss
- Bonneval-sur-Arc
- Lanslebourg-Mont-Cenis
- Modane
- Saint-Michel-de-Maurienne
- Saint-Julien-Mont-Denis
- Saint-Jean-de-Maurienne
- La Chambre
- Saint-Rémy-de-Maurienne
- Aiguebelle
- Aiton

## Hydrologie

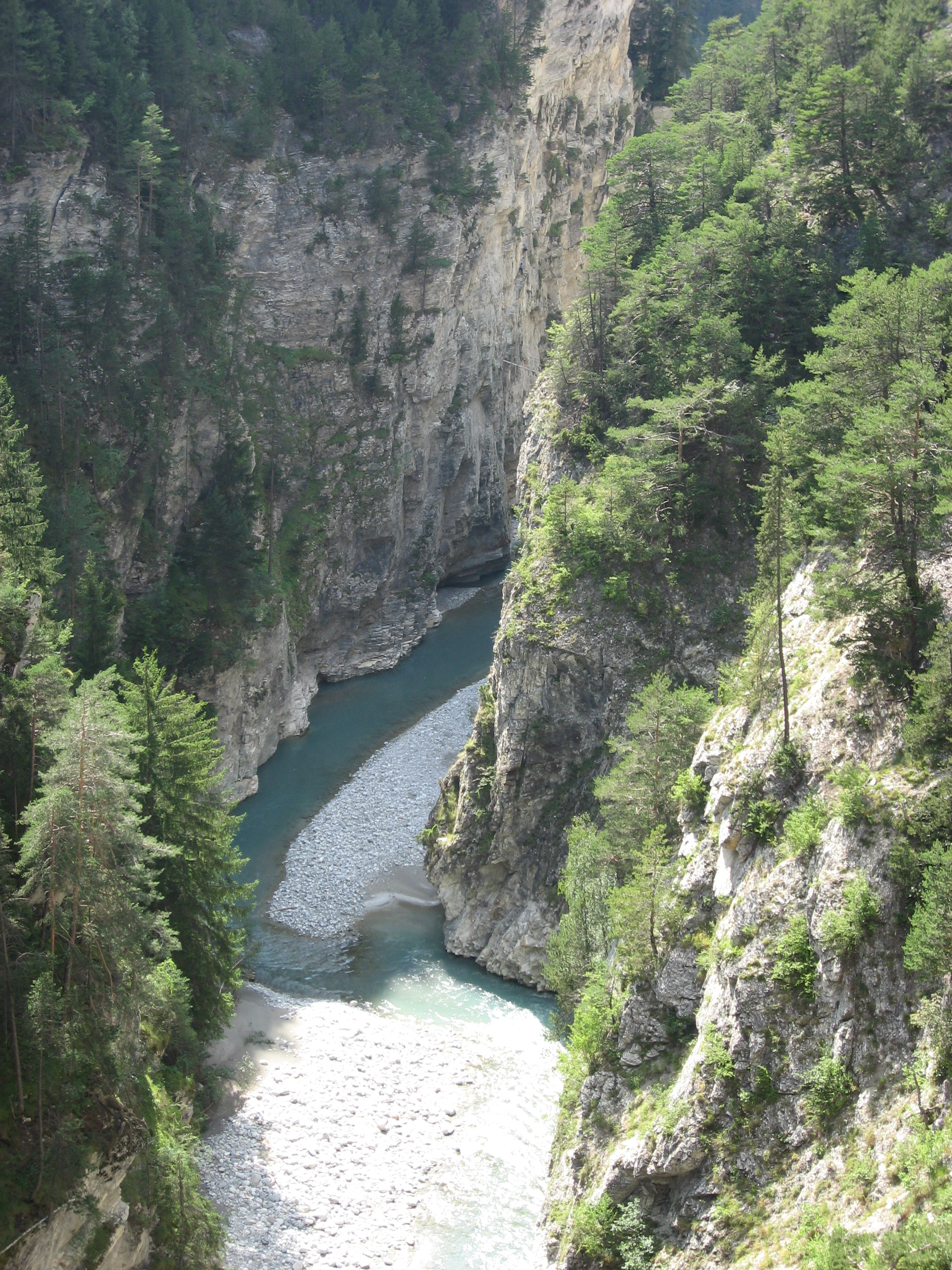
Der Arc in den Forts de l'Esseilon nahe Aussois

Am 14. Juni 1957 zerstörte der Fluss bei einem Unwetter zahlreiche Dämme und Brücken. Viele Menschen starben dabei. Bei Saint-Jean-de-Maurienne wurde ein mittlerer Durchfluss von 900 m³/s gemessen. Während eines anderen Unwetters am 24. September 1993 wurde am gleichen Ort 400 bis 500 m³/s gemessen.